# Западная провинция (Папуа — Новая Гвинея)
Западная провинция (англ. Western Province) — регион на юго-западе Папуа — Новой Гвинеи. Провинция граничит с Индонезией (с провинцией Папуа). Площадь провинции — 98 115 км², население — 201 351 человек (по переписи 2011 года). Административный центр провинции — город Дару (расположенный на острове Дару), крупнейший город — Табубил.